# An Unfinished Life
An Unfinished Life (en España: Una vida por delante, en México: Una vida sin terminar, en Argentina: Un amor, dos destinos) es una película de 2005 del director sueco Lasse Hallström y protagonizada por Jennifer López, Morgan Freeman y Robert Redford.

## Argumento
Una joven viuda, Jean Gilkyson (J.O), cansada de los malos tratos a los que la somete su actual pareja Gary Winston, huye con su hija Griff a su pueblo natal, a casa de su ex-suegro Einar Gilkyson, un duro vaquero (Redfdford), del que lleva tiempo alejada. Einar y Mitch Bradley (Freeman), su ayudante y amigo, han dejado que se arruine su rancho y Einar siente profundo rencor hacia ella al considerarla culpable de la muerte de su hijo. Las circunstancias se concatenan para que Einar comience a cambiar de actitud ante la vida.

## Reparto
- Robert Redford como Einar
- Morgan Freeman como Mitch
- Jennifer López como Jean
- Damian Lewis como Gary
- Josh Lucas como el Sheriff Curtis
- Becca Gardner como Griff